# Cynanchum seimundii
Cynanchum seimundii är en oleanderväxtart som beskrevs av Henry Nicholas Ridley. Cynanchum seimundii ingår i släktet Cynanchum och familjen oleanderväxter. Inga underarter finns listade i Catalogue of Life.